# Eduardo Abreu
Eduardo Augusto da Rocha Abreu, más conocido como Eduardo Abreu, (Angra do Heroísmo, 8 de febrero de 1856-Braga, 4 de febrero de 1912) fue un médico y político portugués.

## Biografía
Azoriano, hijo de Bento José de Matos Abreu y de Rosa Amélia Borges da Rocha, estudió en la Universidad de Coímbra, donde se licenció en Medicina con honor en 1881 y alcanzó el grado de doctor en 1887 con una tesis sobre la rabia. Para investigar, fue en diversas ocasiones al extranjero para estudiar nuevas metodologías y medidas de asistencia médica en particular en lo referente a las epidemias e incluso trabajó con el científico francés Louis Pasteur.
Aún siendo estudiante, empezó a colaborar regularmente en diversas publicaciones, tanto en revistas científicas como en periódicos como es el caso del Diário de Notícias. Fue también uno de los principales responsables de la realización de las Conmemoraciones del Tricentenario de Camões en 1880 y el del Marqués de Pombal en 1882.
Se inició en la vida política activa como diputado por el Partido Progresista en 1887 y 1890. En las más de 150 intervenciones que dejó en el parlamento, Eduardo destacó por sus «discursos elocuentes, sustanciosos, enérgicos y no pocas veces verdaderamente incendiarios», adoptando siempre una postura independiente, lo que finalmente condujo a su alejamiento del Partido Progresista. El estallido del ultimátum británico de 1890 precipitó su ruptura definitiva con los partidos monárquicos y se afilió al Partido Republicano Portugués. En este proceso, estuvo acompañado por otras figuras relevantes como Guerra Junqueiro.
Masón de la logia «Simpatia» de Lisboa en 1892, Eduardo de Abreu fue elegido nuevamente diputado este año, esta vez por el Partido Republicano, junto con José Jacinto Nunes, José Joaquim Rodrigues de Freitas y Teixeira de Queirós. Durante esta legislatura realizó la siguiente declaración política: «solo aceptaré y votaré una propuesta de los partidos monárquicos cuando tenga como fin el cambio de las instituciones. Reelegido en 1894, escribió una carta abierta a Magalhães Lima, publicado en el periódico A Vanguárdia donde declaraba que se negaba a volver a ser diputado bajo el régimen monárquico. 
Participó activamente en la Conferencia de Badajoz realizada en 1893 donde se reunieron los republicanos portugueses y españoles. Del lado español, la comitiva estaba liderada por Nicolás Salmerón y Alonso, Francisco Pi y Margall y Manuel Ruiz Zorrilla que estaban acompañados de más de 400 delegados. Del lado portugués, además de Eduardo, participaron Gomes da Silva, Teixeira de Queirós, Albano Coutinho, Magalhães Lima, Cecílio de Sousa, Alves Correia, Ramiro Guedes, Jacinto Nunes, Manuel Emídio Garcia, José António Bourquin Brak-Lamy, Horácio Esk Ferrari, Feio Terenas, Teixeira Bastos, entre otros.
Elegido para la directiva del Partido Republicano en 1895 tras el VI congreso del partido realizado en Lisboa, junto con Horácio Ferrari, Jacinto Nunes, Gomes da Silva y Magalhães Lima. Tras el VII congreso en Coímbra en 1897, Eduardo pasó a integrar la comisión consultiva del Partido Republicano, volviendo a integrar la directiva en 1902 junto con Jacinto Nunes, António José de Almeida, Estêvão de Vasconcelos y Celestino de Almeida. En julio de 1906 participó en un mitin en Oporto con un discurso que, posteriormente, fue publicado en el periódico republicano O Mundo.
Tras la revolución del 5 de octubre de 1910 volvió al parlamento, al ser elegido diputado en la Assembleia Nacional Constituinte por la circunscripción de Angra do Heroísmo y más tarde fue elegido senador de la República. Durante la Primera República Portuguesa destacó por su proyecto propio para la ley de separación entre Iglesia y Estado que fue presentado en 1911, pero que no fue aprobado. Participó en la vida parlamentaria aunque su estado de salud se fue debilitando. Posteriormente se retiró a Braga donde falleció en 1912.